# 17544 Kojiroishikawa
17544 Kojiroishikawa este o planetă minoră (asteroid), cu un diametru de 3,507 km, din centura de asteroizi. A fost descoperită pe 15 septembrie 1993 la Kitami de Kin Endate. 
Obiectul prezintă o orbită caracterizată de o semiaxă mare de 2,2586093 UAi, o excentricitate de 0,18, o înclinație de 4,805 ° în raport cu ecliptica.